# Autobianchi
Pour les articles homonymes, voir Bianchi.
Autobianchi est une société italienne de fabrication d'automobiles, et une marque d'automobiles.

## Prémices
La firme F.I.V. Bianchi est fondée en 1885 par Edoardo Bianchi. Elle devient très rapidement un géant dans la production de deux-roues et reste encore aujourd'hui l'un des premiers fabricants mondiaux dans ce domaine.
Elle se lance dans la construction de sa première voiture (châssis + moteur) en 1902, avec la « 12HP ». Fort de la reconnaissance des qualités de cette voiture, Edoardo Bianchi fonde, le 27 mars 1905, la Fabbrica d'Automobili e Velocipedi Edoardo Bianchi & C. Rapidement, Edoardo Bianchi s'entoure d'ingénieurs reconnus tels que Giuseppe Merost, Brambilla et Alfieri Maserati, ce qui confère à la marque prestige et reconnaissance en Italie et à l'étranger.
Très vite, la concurrence avec Fiat est grande. Entre 1910 et 1915, pas moins de trois nouveaux modèles entrent en production et notamment la « TO2 ». Afin d'unifier la production, des études sont engagées pour mettre en place la Série « S », qui se déclinera en plusieurs modèles : S/4 - S/5 1300 - S/5 1500 - S/8 - S/9.
Avant la Seconde Guerre mondiale, deux modèles connaissent un immense succès commercial : l'Agusta et l'Aprilia. Néanmoins, la société ne se remet que très difficilement des conséquences de la guerre, même si elle continue de produire des camions, des vélos et des motos sous l'impulsion de Giuseppe Bianchi, le fils du fondateur.
Grâce à l'intervention de l'ingénieur Quintavalle, le 11 janvier 1955 est constituée la société Autobianchi avec la participation de Fiat et du manufacturier Pirelli. La famille Bianchi détient 33 % du capital de la nouvelle structure, comme Pirelli et Fiat 34 %. L'usine familiale des Abruzzes est détruite et un nouveau site de production implanté à Desio, près de Milan. La création de cette nouvelle société marque économiquement et contractuellement, la fin de la construction d'automobiles par la firme Bianchi, qui encore aujourd'hui continue de produire des vélos.

## Histoire de la marque

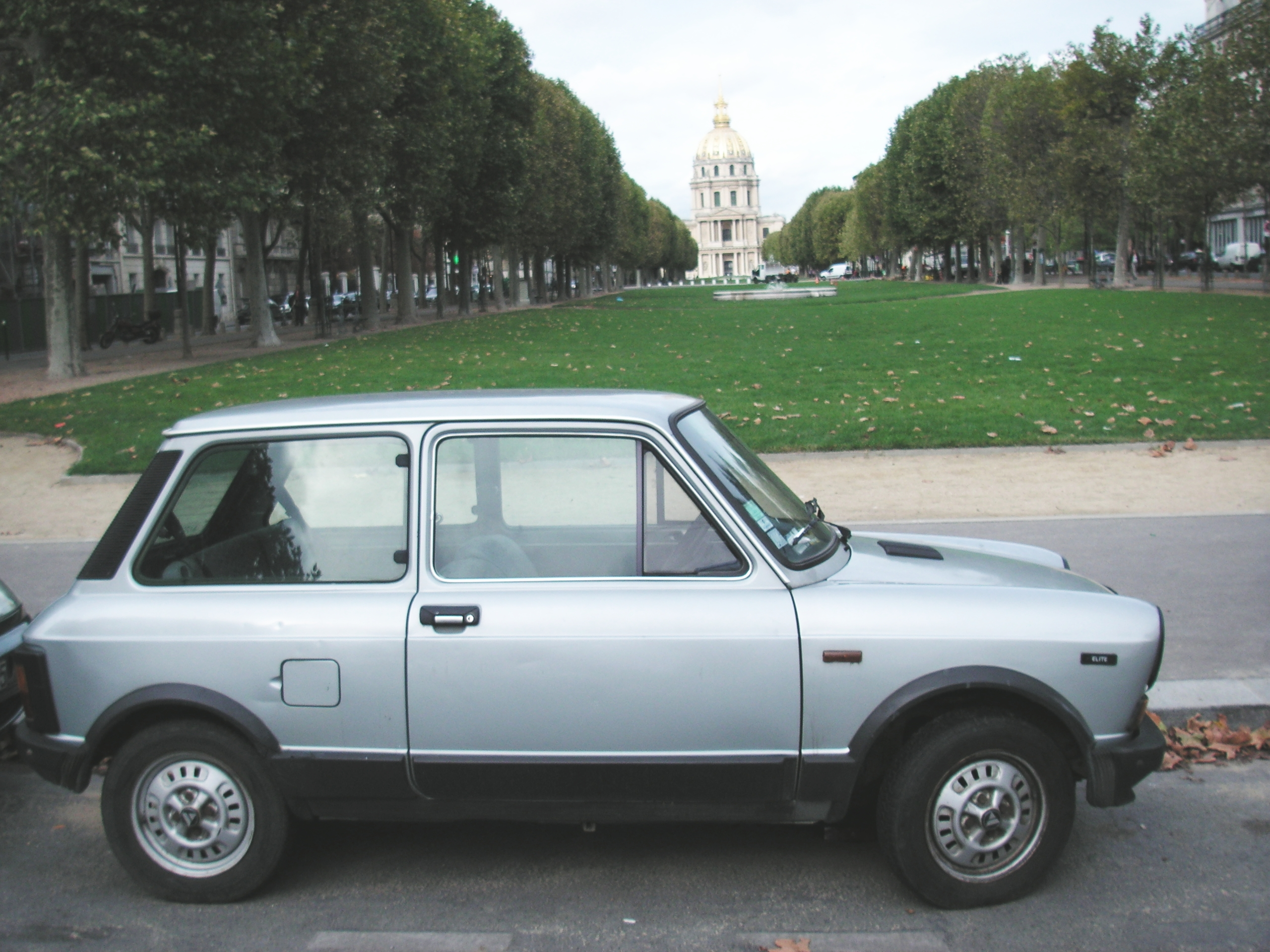
Autobianchi A112 2eme génération

Autobianchi est fondée le 11 janvier 1955, à la suite d'un accord entre les sociétés Fiat, Pirelli et Edoardo Bianchi, qui prévoyait que Fiat serait chargée de fournir les organes mécaniques, Pirelli les pneus et qu'Autobianchi réaliserait les carrosseries et l’assemblage.
De cet accord naît, le 16 septembre 1957, la Bianchina Trasformabile premier modèle de la marque, suivi de nombreux autres dérivés. Le modèle suivant, basé sur un châssis et une mécanique de Fiat 600-D est le cabriolet Stellina, présenté au salon de Turin 1963.
1964 est marquée par la révolutionnaire Primula, révolutionnaire à bien des égards, notamment parce qu’elle est la première voiture à traction avant équipée d’un moteur avec boîte de vitesses accolée, placé transversalement. En dehors de cette innovation technique, elle dispose de quatre freins à disque, d’un embrayage hydraulique et, selon les versions, d’un hayon. Autobianchi devient ainsi le laboratoire à grande échelle du groupe Fiat, permettant de tester les réactions du marché.
En 1968, la marque est totalement absorbée par Fiat. En 1969, deux nouveaux modèles sont présentés, l'A 111 et l'A 112. Bien qu'utilisant de nombreux composants mécaniques de la Fiat 124 et de la Fiat 127, ces deux voitures diffèrent totalement du reste de la production du constructeur italien. Fin 1969, la marque est placée sous le contrôle de Lancia, qui continuera, jusqu'en 1986, à produire la A-112 (qui restera badgée Autobianchi en Italie et en France).
En 1985, la marque présente l'Y-10 commercialisée sous la marque Lancia, excepté en Italie (jusqu'à sa fin de production en 1992) et en France (jusqu'en 1989 par la volonté d'André Chardonnet, l'importateur indépendant de l’époque).
En 1992, le site de production de Desio est fermé, marquant la fin définitive du blason Autobianchi. Plus aucune voiture du groupe Fiat n'est produite sous la marque Autobianchi, dont les droits ont été cédés au Registro Autobianchi, le club officiel de la marque en Italie.

## Renaissance avortée
Il a été envisagé par le groupe Fiat de ressusciter Autobianchi, pour en faire la marque low-cost du groupe. Deux modèles furent envisagés.
Le premier aurait dû sortir à la fin de 2014 sur la base de la Fiat Siena vendue en Amérique du Sud qui est construite autour de la plateforme de l'ancienne Palio. Il était prévu que les usines polonaises et russes du groupe Fiat eussent en charge la production des futures Autobianchi.
Le second aurait dû être produit en Chine et être dérivé du Fiat Viaggio.

## Les modèles
- Bianchina

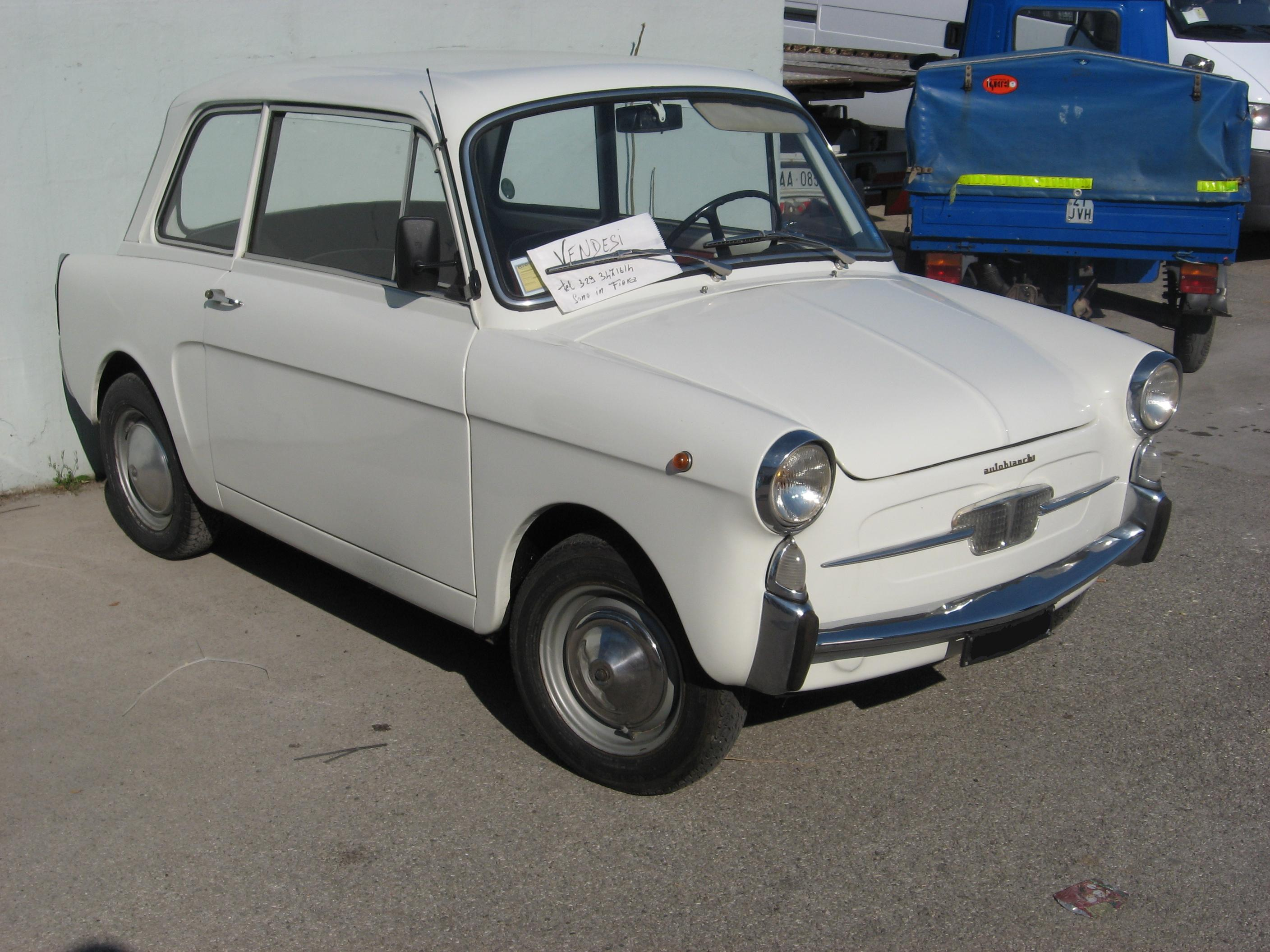
Bianchina

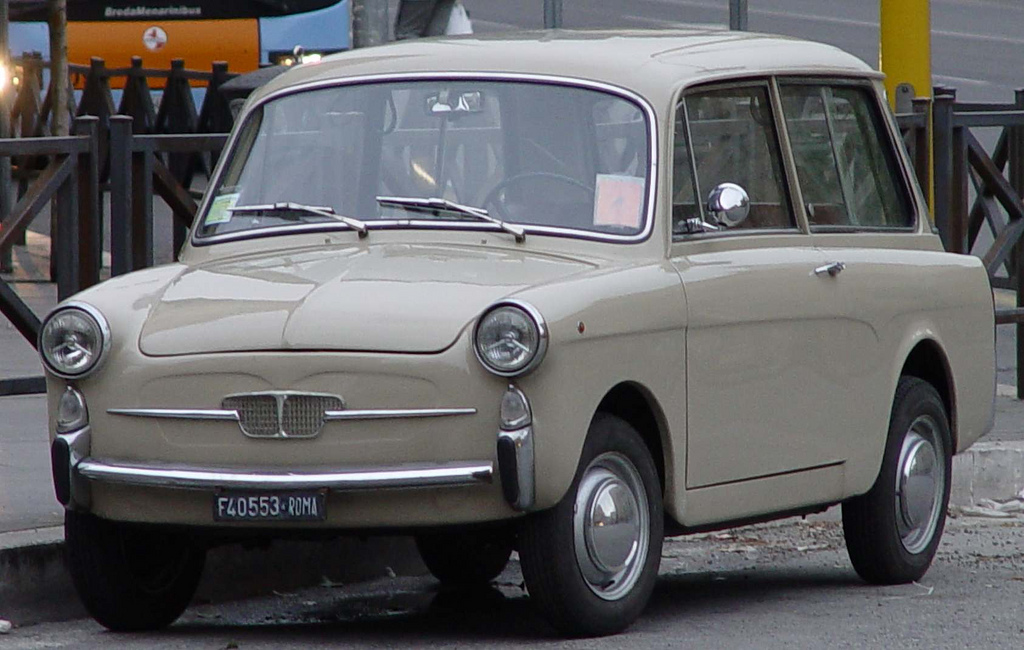
Bianchina Panoramica

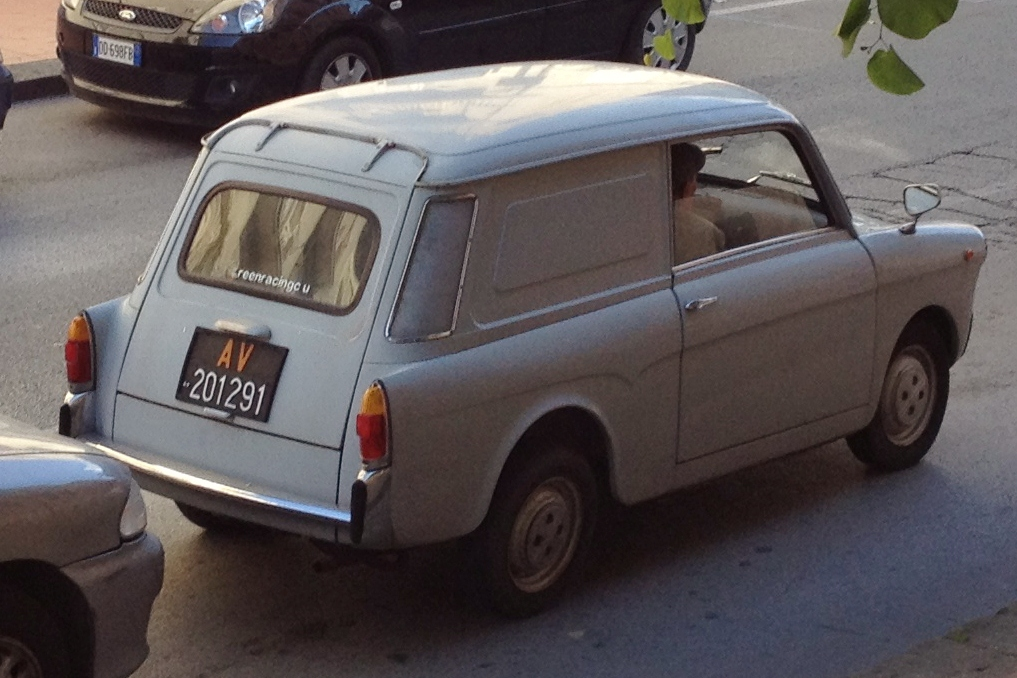
Bianchina Furgoncino

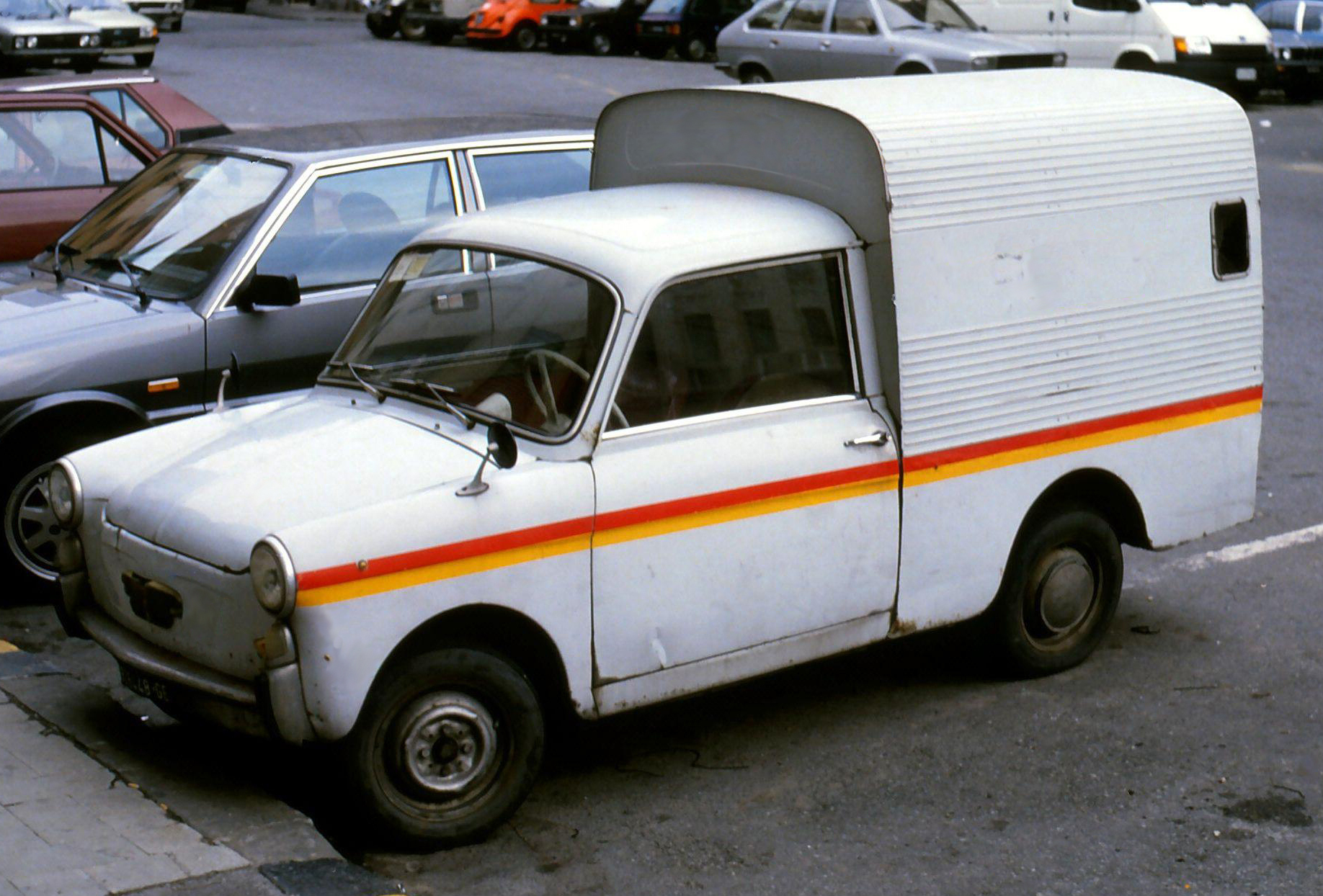
Bianchina Furgoncino (toit surélevé)

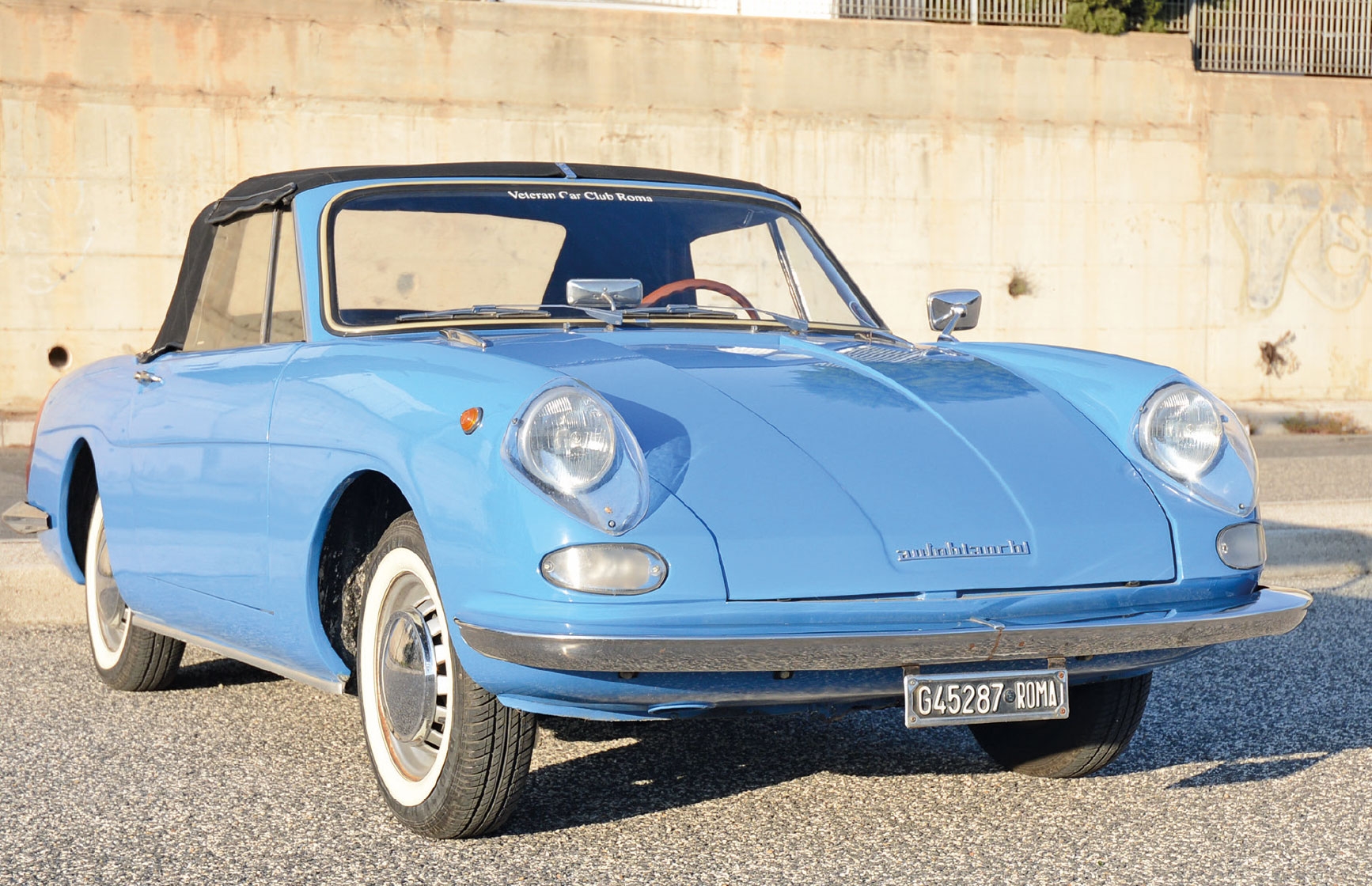
Stellina

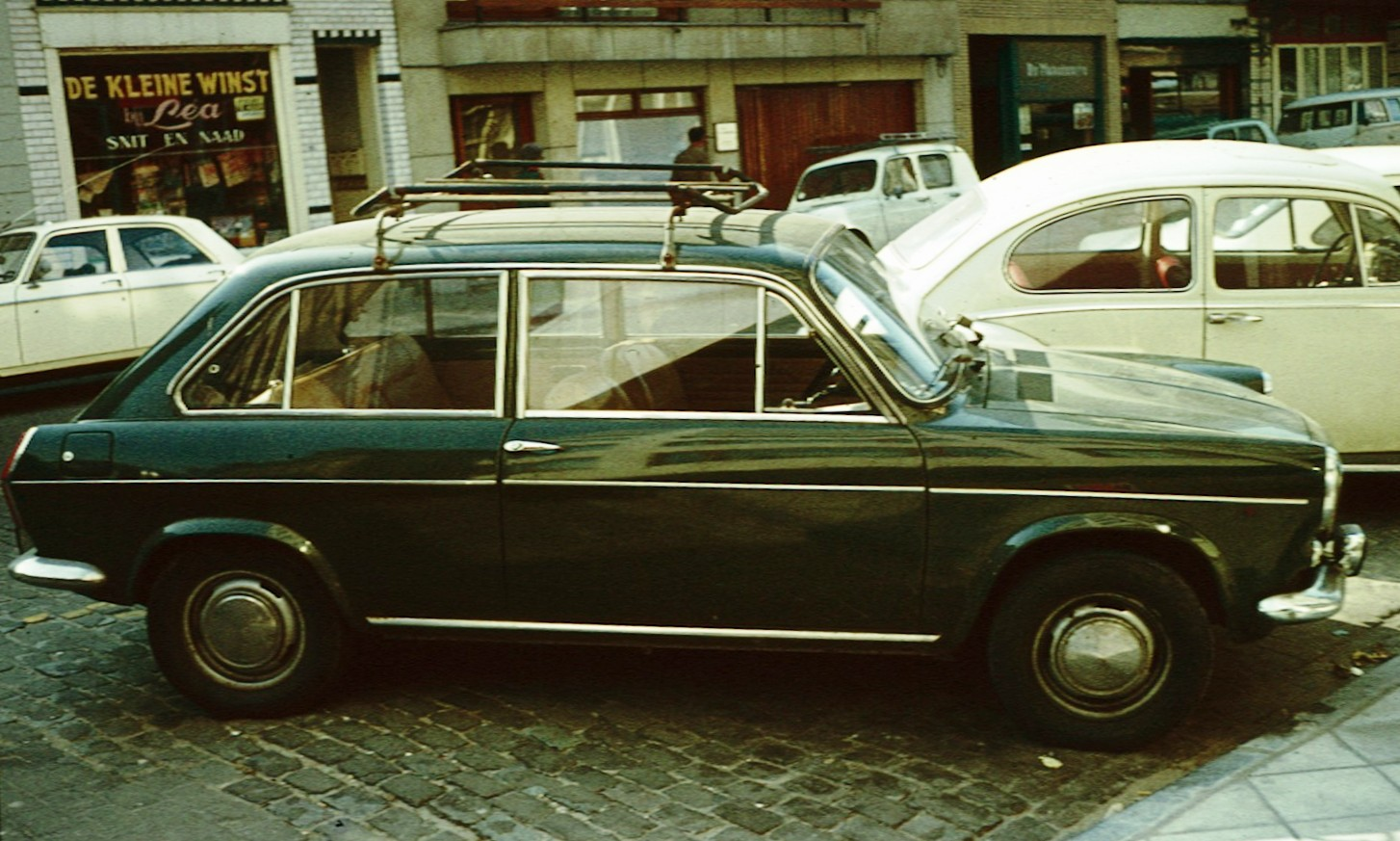
Primula

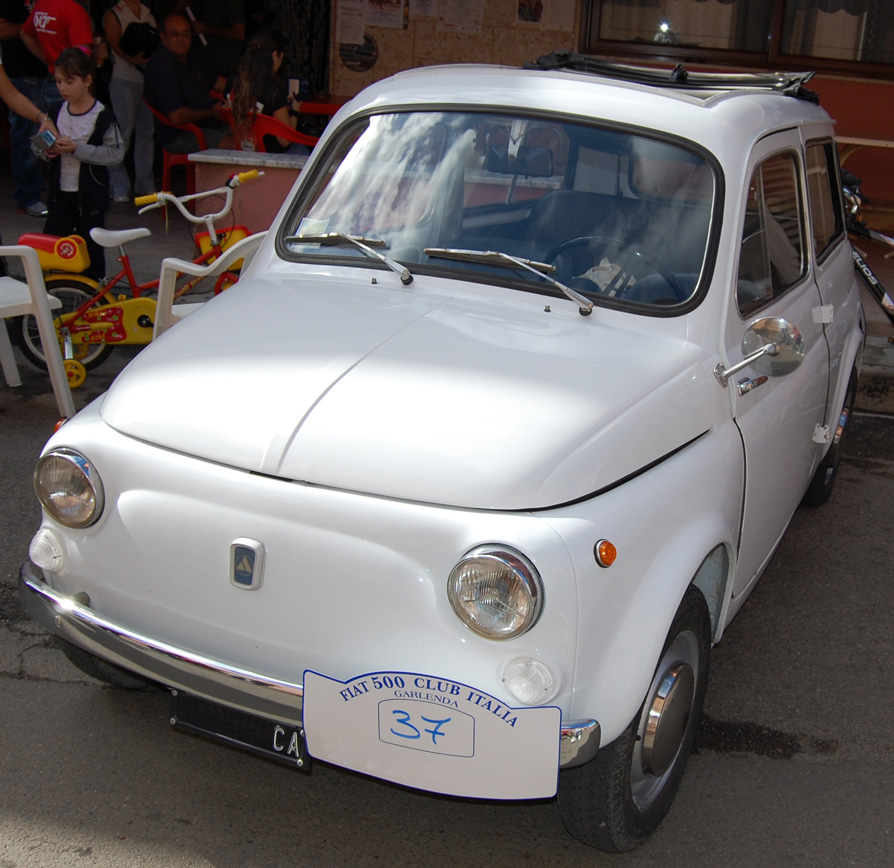
500 Giardiniera

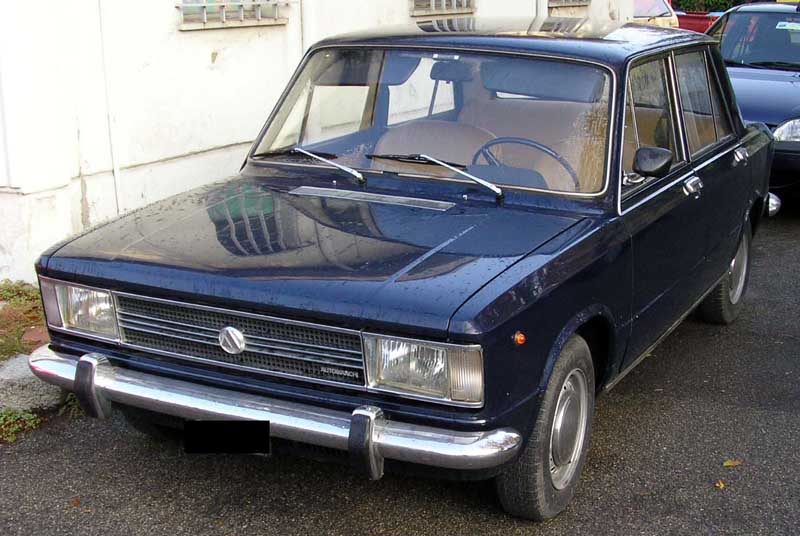
A111

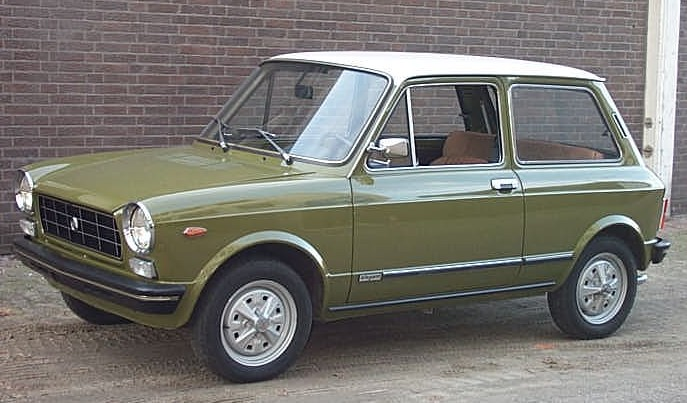
A 112

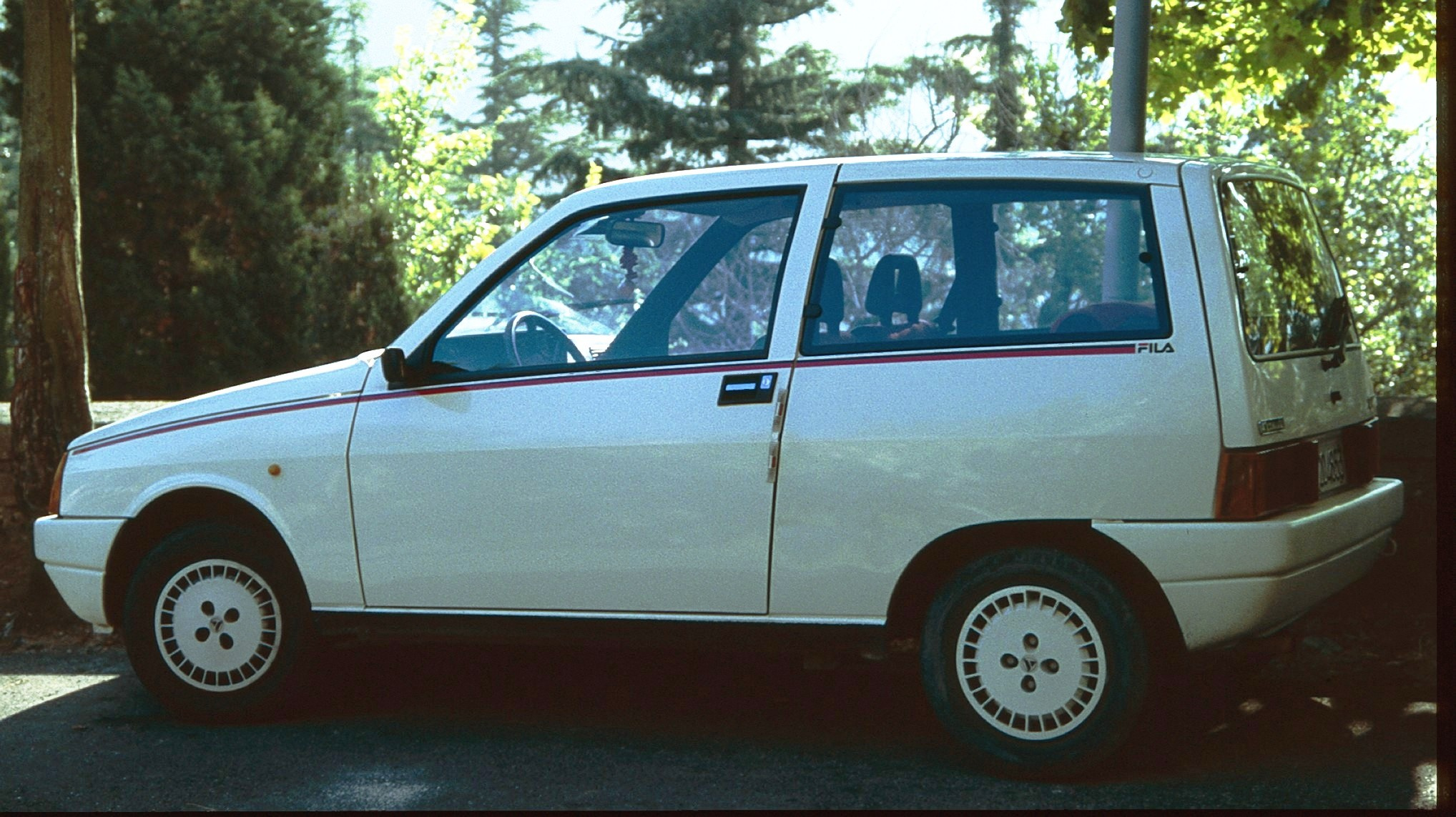
Y10

C'est le 16 septembre 1957, au Musée des Sciences et des Techniques de Milan, que voit le jour le premier modèle de la marque Autobianchi, la Bianchina. Directement dérivée de la Fiat 500, elle a permis à Fiat de satisfaire la demande de sa clientèle d'une voiture luxueuse de la Fiat 500 de base, que Fiat n'arrivait pas à fabriquer en quantité suffisante en raison des commandes très supérieures aux capacités de production. Environ 320 000 exemplaires ont été fabriqués entre 1957 et 1969.
- Bianchina Panoramica & Furgoncino
  - Panoramica : Présentée à peine un mois après la Fiat 500 Giardiniera, dont elle reprend la base, a connu un important succès auprès des représentants de commerce grâce à son large hayon arrière et à sa très grande capacité de charge (800 litres). Cette élégante version a été fabriquée jusqu'en 1969. Elle a aussi été produite en Allemagne par Fiat-NSU.
  - Furgoncino : sous cette appellation, Autobianchi a distribué deux modèles de fourgonnettes très différents (toit normal ou rehaussé) :
Furgoncino Tipo 264 : cette version reprend la ligne de base de la Bianchina Panoramica, avec le toit normal. Les vitres arrière sont remplacées par une tôle. La finition intérieure comme extérieure est plus simple,
Furgoncino 320/2 Tipo 264 E : cette version ne conserve que la partie avant jusqu'aux portières. La partie arrière rehaussée de 30 cm, est nettement détachée à la manière du Fiat Fiorino de 1974.

- Stellina

Présenté au Salon de l'automobile de Turin en 1963, ce modèle a été fabriqué en seulement 502 exemplaires. Si les versions Coupé et Cabriolet étaient dans l'air du temps et bien motorisées, les Italiens boudèrent sa carrosserie en plastique.
- Primula

Première traction avant du groupe FIAT (qui utilisait Autobianchi comme laboratoire grandeur nature), elle est lancée en 1964. C'est la première traction avant à moteur et boîte transversale ; elle devance d'une année la Peugeot 204 à moteur transversal et la Renault 16 à moteur longitudinal. Elle est aussi révolutionnaire car elle est aussi, après la Renault 4, la première voiture au monde dans cette catégorie dotée d'une carrosserie avec hayon mais aussi de quatre freins à disques deux ans après la Renault 8 et d'un embrayage à commande  hydraulique. Très appréciée en France, elle est fabriquée en 74 858 exemplaires jusqu'en 1970.
- 500 Giardiniera

Modèle strictement identique à la Fiat 500 Giardiniera. Produite de 1960 à 1966 dans l'usine géante Fiat Mirafiori à Turin, sa production est transférée à l'usine Autobianchi de Desio, près de Milan, mais conserve le nom de Fiat 500 Giardiniera. Au mois de mars 1968, elle change de nom et devient l'Autobianchi 500 Giardiniera et profite de ce changement pour recevoir quelques modifications comme : grilles latérales d'aération différentes, volant et tableau de bord noirs, écusson Autobianchi sur la calandre. Les derniers exemplaires fabriqués ont reçu des vitres arrière ouvrables en compas. Le modèle termine sa carrière en 1977 sans jamais avoir subi la moindre retouche de la carrosserie et en ayant maintenu ses portières à ouverture contre le vent.

Au total, 319 948 exemplaires ont été fabriqués en Italie. Quelques dizaines de milliers d'exemplaires ont également été fabriqués en Allemagne par Fiat Neckar et en Autriche par Fiat Steyr-Puch. Aucun chiffre précis de production dans ces pays n'est disponible.
- A111

Directement dérivée de la Primula, elle en reprend la plate-forme et est donc une traction avant dotée du moteur qui équipera ensuite les Fiat 124S et 124 Coupé. Elle dispose de quatre freins à disques et de l'embrayage à commande hydraulique. On peut lui reprocher une carrosserie trop discrète pour être considérée à sa juste valeur. Construite à 56 894 exemplaires de 1969 à 1972, elle est la dernière grande berline produite par Autobianchi dont l'usine de Desio, à côté de Milan, ne pouvant s'agrandir, sera entièrement conditionnée pour la production de l'A112, le grand succès des 15 années suivantes.
- A112

Lancée en 1969, elle se voulait l'anti Mini de BMC qui avait débuté dix ans plus tôt. Issue du projet Fiat X1/2, elle se situait dans un créneau raffiné et luxueux qui a tout de suite beaucoup plu, notamment aux femmes, grâce à ses finitions soignées, ses dimensions extérieures réduites et une motorisation nerveuse. La plus connue est l'A112 Abarth, dernière œuvre de Carlo Abarth, le sorcier italien, qui a existé en deux versions 58 HP et 70 HP. L'Autobianchi A112 a été construite à 1 311 322 exemplaires de 1969 à 1986, elle a été remplacée par l'Y10.
- Y10

La Lancia Y10 a été lancée au Salon de l'automobile de Genève en mars 1985 et commercialisée sous la marque Autobianchi sur les marchés français et italien. Elle est commercialisée sur tous les marchés, à partir de 1990, sous le seul label Lancia, sauf en Italie jusqu'à la fin de sa carrière en 1995. En 1989 une version électrique a figuré au catalogue. Construite à 802 605 exemplaires, elle cède sa place à la Lancia Y en 1995.